# Humbach (Ilm)
Der Humbach ist ein etwa sechs Kilometer langer linker Nebenfluss der Ilm im Ilm-Kreis (Thüringen).

## Verlauf
Die Quelle des Humbachs liegt in einer Wiese nordöstlich von Ilmenau unmittelbar östlich der A 71-Abfahrt Ilmenau-Ost in der Gemarkung Bücheloh. Unterhalb des Ortes bildet er ein Tal, in dem die B 87 sowie die Humbachsteiche liegen. 
Die Humbachsteiche sind künstliche, rechteckige Teiche, die vordringlich der Fischzucht dienen. 
Über das Tal verläuft die 290 Meter lange Humbachtalbrücke, die zur Trassenführung der Hochgeschwindigkeitsstrecke  Schnellfahrstrecke Nürnberg–Erfurt gehört. 
Der Humbach fließt nun in östlicher Richtung weiter und mündet bei Cottendorf in die Ilm.

## Namensbedeutung
Es gibt keine frühen urkundlichen Erwähnungen des Bachs. Daher ist nicht möglich zu bestimmen, ob der Name von neuhochdeutschen Hund oder Huhn stammt. Es sind auch völlig andere Namensherkünfte möglich.